# Eomaia
Eomaia, eomaja (łac. Eomaia scansoria) – gatunek mezozoicznego ssaka uważany za potencjalnego przodka ssaków łożyskowych. Żył około 125 mln lat temu (dolna kreda). Długość ciała 14 cm, masa ciała 25 g. Posiadał długi ogon i potrafił sprawnie poruszać się po gałęziach.
Skamieniałość odkryto w prowincji Liaoning w Chinach.

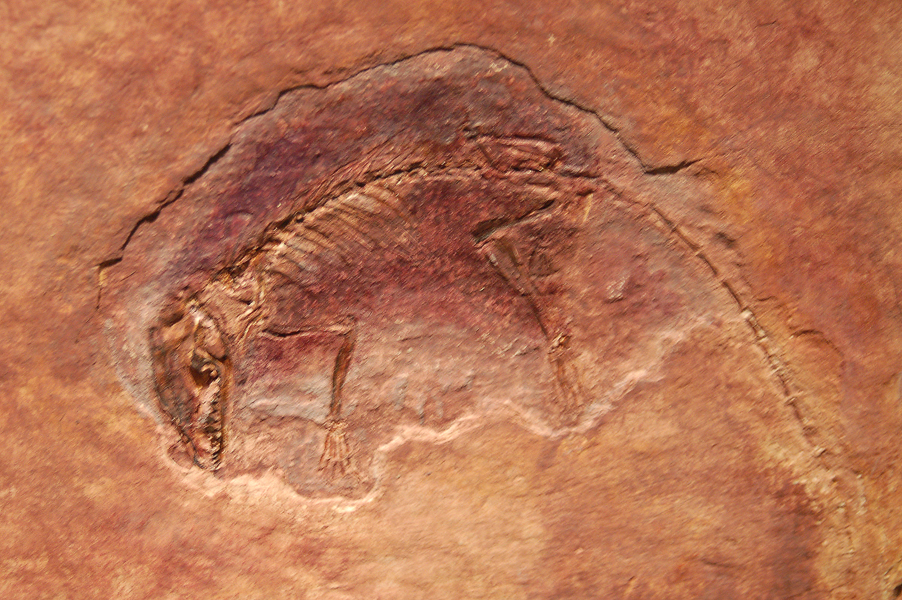
Eomaia – skamieniałość w zbiorach American Museum of Natural History w Nowym Jorku